# Titan Entertainment
Titan Entertainment es una empresa de entretenimiento británica. Fue fundada en Forbidden Planet London en 1993 por Nick Landau y Vivian Cheung. La empresa comprende Forbidden Planet Limited y Titan Publishing Group, que tiene cuatro divisiones: Titan Books, Titan Comics, Titan Magazines y Titan Merchandise.

## Historia
Titan Entertainment es la marca del grupo, fuera de Forbidden Planet, y se han establecido varias empresas y subsidiarias diferentes que utilizan el nombre Titan.

### Titan Distributors
A principios de la década de 1970, Landau comenzó a comercializar su revista Comic Media con minoristas estadounidenses. Esto evolucionó hasta convertirse en un servicio de importación de fanzines estadounidenses que opera bajo el nombre de Comic Media Distribution Service. En un viaje a Estados Unidos, surgió la oportunidad de ampliar este servicio e importar cómics de quiosco estadounidenses al Reino Unido. En ese momento, un profesor de Brooklyn llamado Phil Seuling dio los primeros pasos hacia la creación del mercado directo al establecer un servicio de venta directa para minoristas de cómics de Estados Unidos, creando un servicio de venta directa entre ellos y Marvel y DC. Landau apoyó abiertamente la iniciativa de Seuling y Comic Media Distribution Service se convirtió en el primer cliente internacional de Seuling.
Después de ser ayudado primero por Richard Burton y luego por Mal Burns, Mike Lake y Mike Luckman se unieron a Landau en Comic Media Distribution Service. Landau y sus socios sintieron que la empresa había superado su nombre original y rebautizaron su operación con la identidad empresarial elegida por Landau: Titan Distributors.

### Forbidden Planet
Para respaldar su negocio de distribución, Landau, Lake y Luckman abrieron la primera librería Forbidden Planet, en Denmark Street en Londres, en 1978.
Desde 1978 hasta 1993, Forbidden Planet creció hasta convertirse en una cadena de tiendas en el Reino Unido, además de tiendas estadounidenses en Nueva York y Los Ángeles. La cadena Forbidden Planet constaba de varias megatiendas en el Reino Unido, con la tienda insignia en Londres (que, con el paso de los años, se ha vuelto mundialmente conocida entre los fanáticos de los cómics, el cine, la televisión, la animación y los juegos). A partir de 2023, la tienda Forbidden Planet London ha albergado más de 2000 firmas.

### Titan Books
En 1981, Landau fundó Titan Books, editores de novelas gráficas nuevas y con licencia, así como de películas y televisión. El primer título de Titan Books fue una colección de bolsillo comercial de las historias de Judge Dredd de Brian Bolland de 2000 AD. Esta fue una de las primeras publicaciones de material cómico en formato de libro de alta calidad en el Reino Unido y Titan Books siguió a este primer título con muchas otras reimpresiones de 2000 AD. Posteriormente, Titan Books amplió sus operaciones y publicó su primer título original en 1987. A partir de 2023, Titan Books es una editorial global que comprende divisiones ilustradas y de ficción. Titan Books se centró originalmente en películas, televisión y juegos, y ahora publica en estas categorías y crea una amplia gama de películas originales de terror, ciencia ficción, fantasía, crimen y suspenso.

### Titan Productions
Titan Productions (que produjo la obra de teatro del West End Thunderbirds: F.A.B. entre 1989 y 1993) fue originalmente parte del grupo, hasta que fue vendido a la Organización John Gore.